# Javorec
Javorec este o arie protejată (arie specială de conservare — SAC, sit de importanță comunitară — SCI) din Slovacia întinsă pe o suprafață de 34,58 ha, integral pe uscat.

## Localizare
Centrul sitului Javorec este situat la coordonatele 48°46′30″N 17°24′22″E / 48.774965°N 17.40599°E.

## Înființare
Situl Javorec a fost declarat sit de importanță comunitară în septembrie 2015 pentru a proteja 1 specie de animale. Situl a fost protejat și ca arie specială de conservare în octombrie 2017.

## Biodiversitate
Situată în ecoregiunea alpină, aria protejată conține 1 habitat natural: Fânețe de joasă altitudine (Alopecurus pratensis, Sanguisorba officinalis).
La baza desemnării sitului se află o specie protejată de  nevertebrate: Maculinea teleius.